# Ásahreppur
Ásahreppur är en kommun i Suðurland i Island. Folkmängden är 248 (2019).
Ásahreppur består av  två olika slags områden. Invånarna bor i de lägre lavatäckta områdena. På högfjället är det så gott som obefolkat. Där finns det fjällstugor och vattenkraftverk.

## Sprengisandsleið
Den 200 kilometer långa grusbelagda fjällvägen Sprengisandsleið (Väg F26, Sprengisandsvegur) förbinder Suðurland och Norðurland eystra och går genom kommunen. Den går mellan glaciärerna Hofsjökull och Vatnajökull, från Þórisvatn nordost och Hekla i söder till södra delen av Bárðardalurdalen sydväst om Mývatn i norr. 

## Bildgalleri

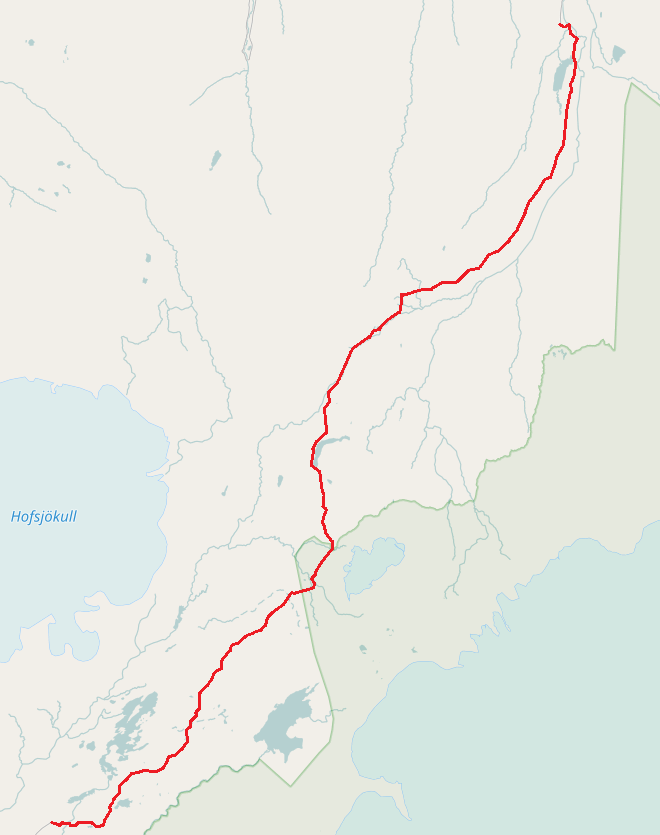
Väg F 26, Sprengisandsleið